# Mont Devoir
Le mont Devoir est un sommet du massif du Jura en France. Il culmine à 1 087 mètres d'altitude sur la commune de Grand'Combe-des-Bois à proximité de la limite communale du Barboux. 